# Собачьи лисички
Собачьи лисички, или перцисы (лат. Percis) — род морских лучепёрых рыб из семейства морских лисичек. Этимология названия Percis: от греческого perke (окунь). Длина их тела от 15 (Percis matsuii) до 42 (Percis japonica) см. В спином плавнике 5—7 жёстких и 5—8 мягких лучей. В анальном плавнике 5—9 мягких лучей. Морские батидемерсальные рыбы, встречаются на глубине от 19 до 750 м на каменистом и илисто-песчаном дне. Обитают в северо-западной и северной части Тихого океана. Безвредны для человека, объектом промысла не являются

## Виды
Род включает два вида:
- Percis japonica — Японская лисичка[3], или японская собачья лисичка[4]
- Percis matsuii